# 에르자인

민족기

에르자인(Erzya, 에르자어: Эрзят)은 목샤인과 함께 모르드빈인을 구성하는 두 볼가핀계 민족 중 하나이다. 모르드바어의 일종인 에르자어를 사용한다. 모르도비야 내에서 목샤인보다 더 동쪽에 거주한다. 다만 모르도비야 서단에 에르자어를 사용하는 집단이 거주하는데 이들을 "쇽샤인"이라고 구분하여 부르기도 한다.